# Бушуево (Томская область)
Бушуево — деревня в Шегарском районе Томской области. Входит в состав Трубачёвского сельского поселения.

## История
В 1953 г. на месте заимки Бушуева «Томскэнерголеспромхоз» был организован леспромхоз, а при нём появился поселок, который по бывшей заимке получил название Бушуево. Посёлок быстро развивался, в 1957 г. в нём уже проживало 600 человек. Для рабочих леспромхоза были построены столовая, баня, магазин ОРСа и сельпо, пекарня, клуб. После раскорчевки леса вокруг, посёлок стал постепенно пустеть, закрылись клуб, медпункт, пришло в негодность помещение школы.

## Население
| 2002 | 2010 | 2012 | 2013 | 2014 | 2015 | 2021 |
| ---- | ---- | ---- | ---- | ---- | ---- | ---- |
| 179  | ↘112 | ↘106 | ↘105 | ↘103 | ↘100 | ↘69  |

Национальный состав
Согласно результатам переписи 2002 года, в национальной структуре населения русские составляли 87 %.